# UEFA Euro 2000
UEFA Euro 2000 är ett fotbollsspel från EA Sports, utgivet inför Europamästerskapet för herrar 2000. Spelet släpptes till PC och Playstation.

### Fotnoter
1. ↑  ”About This Game” (på engelska). IGN. http://www.ign.com/games/uefa-euro-2000/pc-15113. Läst 4 maj 2014.